# Taliándörögd
Taliándörögd is een plaats (község) en gemeente in het Hongaarse comitaat Veszprém. Taliándörögd telt 718 inwoners (2001).